# Kelemen József (nagyprépost)
Kelemen József (Fadd, Tolna vármegye, 1790. március 17. – Pécs, 1868. március 5.) pécsi nagyprépost.

## Élete
Faddon született, ahol apja községi tanító és jegyző volt. A gimnáziumot Pécsett végezte; a bölcseletet Szombathelyen hallgatta és a pécsi egyházmegyébe nyert felvétele után a pesti központi papnevelőbe került, ahol a teológiát elvégezte és 1811. október 10-én pécsi püspöki altitkár lett. 1812. november 12-én misés pappá szentelték. 1815. június 29-én titkárrá léptették elő; ugyanezen napon a szászvári plébános halálával, annak helyébe küldték és február 23-án felesküdött. 1832. december 6-án pécsi kanonok lett, 1833. január 23-án elfoglalta új állását és március 19-én a pécsi líceum aligazgatója, 1836-ban pedig a káptalan dékánja lett. 1838-ban betegeskedése miatt aligazgatói állásáról lemondott. 1842-ben bóthi szent Móricz apátja, az 1843–44-es pozsonyi országgyűlésen a káptalan követe, 1844-ben tolnai alesperes, 1848-ban éneklő kanonok, 1851-ben lektor és szent Jánosról nevezett pécsi prépost, 1854. május 25-én pécsi nagyprépost lett. Száz arany jutalmat tűzött ki Lucanus Pharsaliája magyar fordítására, melyet Baksai Sándor nyert el. Egyházi és jótékony célra hagyományozott összegeit fölsorolja Brüsztle. A Biblia Szepessy-féle fordításában is tevékeny részt vett.
Munkája: Beszéde, Somsich Pongrácz kir. személynökéhez, midőn a pécsi főiskolának tanítóival és a nevendék papság elöljáróival alázatos tiszteletét tette 1836. június 6. Buda. (Többek beszédeivel együtt.)